# Casa Parera (Cardedeu)
La Casa Parera és una obra de Cardedeu (Vallès Oriental) protegida com a Bé Cultural d'Interès Local.

## Descripció
Edifici entre mitgeres de planta rectangular, amb planta baixa, pis i coberta de dos aiguavessos de teula àrab amb carener paral·lel a la façana principal. Aquesta no presenta cap simetria, amb un portal centrat i una finestra ubicada en un dels laterals del primer pis. La porta és d'arc de mig punt i està adovellada amb grans blocs de pedra granítica, i la finestra del nivell superior presenta una llinda amb la data inscrita de 1613, brancals i ampit motllurat de pedra, també granítica. El parament d'aquesta part de l'immoble és arrebossat i pintat.
La façana posterior té dues obertures: una porta amb llinda, que permet l'accés al pati, i una finestra al primer pis, amb llinda i ampit de pedra granítica. Hi ha un cos adossat d'un sol nivell. Completen el conjunt diversos volums i coberts complementaris al pati.

## Història
Els orígens d'aquest edifici es remunten al 1613. Fou propietat d'Esteve Sauleda Rovira a finals del segle xix i, més tard, cap al 1905, de Rosa Sauleda Planas.